# Chamyna rubiginosa
Chamyna rubiginosa là một loài bướm đêm trong họ Erebidae.